# نیکولو فیگاری
نیکولو فیگاری (ایتالیایی: Niccolò Figari؛ زادهٔ ۲۴ ژانویهٔ ۱۹۸۸) بازیکن واترپلو اهل ایتالیا است. وی در بازی‌های المپیک تابستانی ۲۰۲۰ شرکت کرده‌است.